# La Macaria
La Macaria är en ort i Mexiko.   Den ligger i kommunen Toluca och delstaten Mexiko, i den sydöstra delen av landet, 60 km väster om huvudstaden Mexico City. La Macaria ligger 2 749 meter över havet och antalet invånare är 368.
Terrängen runt La Macaria är kuperad åt sydväst, men åt nordost är den platt. Runt La Macaria är det mycket tätbefolkat, med 2 103 invånare per kvadratkilometer. Närmaste större samhälle är Toluca, 4,8 km nordost om La Macaria. Runt La Macaria är det i huvudsak tätbebyggt.